# Trésor de Thetford
Le trésor de Thetford est un ensemble d'objets manufacturés britto-romains de la deuxième moitié du IVe siècle. Il a été découvert à Gallows Hill, près de Thetford, dans le Norfolk (Angleterre) en novembre 1979. Il est conservé au British Museum, à Londres.
Le trésor est constitué de 33 cuillères d'argent, 3 passoires en argent, 22 bagues en or, 4 bracelets en or, 4 pendentifs, 5 chaînes de collier en or, 2 paires de fermoirs pour colliers, une amulette d'or, 1 intaille non montée, 1 perle en émeraude, 3 perles en verre, 1 boucle de ceinture en or, 1 boîte cylindrique en schiste avec son couvercle.